# ヘンリー・ヴェイン (第2代クリーヴランド公爵)

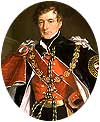
第2代クリーヴランド公爵

第2代クリーヴランド公爵ヘンリー・ヴェイン（英語: Henry Vane, 2nd Duke of Cleveland KG、1788年8月6日 – 1864年1月18日）は、イギリスの貴族、政治家。庶民院議員（在任：1812年 – 1815年、1816年 – 1831年、1832年 – 1842年）を務めた。1827年から1842年までダーリントン伯爵の儀礼称号を使用した。1829年ごろまでホイッグ党に所属したが、第1回選挙法改正をめぐりトーリー党に転じた。

## 生涯

### 生い立ち
第3代ダーリントン伯爵ウィリアム・ヘンリー・ヴェイン（1827年に初代クリーヴランド侯爵に、1833年に初代クリーヴランド公爵に叙爵）と1人目の妻キャサリン（Katherine、1766年 – 1807年6月17日、第6代ボルトン公爵ハリー・ポーレットの娘）の長男として、1788年8月6日に生まれ、9月13日にピカデリーのセント・ジェームズ教会で洗礼を受けた。1806年4月24日、オックスフォード大学クライスト・チャーチに入学した。

### 庶民院議員として
1812年イギリス総選挙で父の支持を受けてカウンティ・ダラム選挙区から出馬した。ヴェインは父の影響力により当選がほぼ確実であり、現職議員だった第6代準男爵サー・ラルフ・ミルバンクは家計と健康が悪化する中、妻から出馬すべきとの説得を受けたが、結局引退を表明した。これによりヴェインは無投票で当選した。
ヴェインは父と同じくホイッグ党所属であり、1813年3月12日にブルックスに加入した。リヴァプール伯爵内閣がトーリー党内閣だったため、議会では野党側で投票することが多く、イギリス東インド会社の貿易独占延長に反対（1813年6月）、カトリック解放に賛成（1813年3月、1813年5月、1815年5月、1816年5月、1817年5月）、第七次対仏大同盟への参加（対仏戦争の再開、1815年4月と1815年5月）に反対したが、一方で穀物法には1815年3月に賛成演説をした。
1815年7月6日、第9竜騎兵連隊のコルネット（騎兵少尉）としての辞令を購入して、庶民院議員を退任したが、実際にはほぼ名目的に近い軍歴であり、1816年2月に父の懐中選挙区であるウィンチェルシー選挙区から出馬して当選、再び庶民院議員に就任した。1818年イギリス総選挙では父の影響力によりトレゴニー選挙区で当選、1820年イギリス総選挙では与党トーリー党も候補2名を出したものの、124票で難なくトップ当選しており、与党候補による選挙申し立ては1821年2月15日に却下されている。議会では引き続き野党の一員であり、1818年3月に一度与党に接近したものの、父から「政府に同調して投票したら議席を取り上げる」と釘を刺されたため、弟ウィリアム・ジョン・フレデリックと同じく採決で投票しなかった。1819年のピータールーの虐殺の後、議会で治安六法が可決されたときはナポリに滞在していた。1820年の再選以降はジョージ4世と王妃キャロライン・オブ・ブランズウィックの離婚問題で王妃を支持（1821年）、カトリック解放を支持（1821年2月、1825年3月、1825年5月）、選挙改革を支持（1821年5月、1822年4月、1823年4月、1823年6月、1826年4月）、通貨偽造の死刑廃止を支持（1821年5月、1821年6月）した。軍歴では1817年5月22日にライフ・ガーズ第2連隊の中尉への昇進を、1818年10月22日に大尉への昇進を、1823年7月3日に少佐への昇進を購入した後、同年12月11日に第75歩兵連隊に転じ、1824年9月23日に中佐への昇進を購入した。1826年以降は半給になった。

### ホイッグ党からトーリー党へ
1826年イギリス総選挙ではトットネス選挙区から出馬して当選したものの、得票数2位（37票）だったことに激怒したという。このとき、父の影響力があるほかの選挙区でも激しい選挙戦だった。1827年3月にカトリック解放に賛成票を投じたが、同年にカニング内閣が成立したときはフランス滞在中であり、続くゴドリッチ子爵内閣でも内閣への賛否を表明しなかった。ウェリントン公爵内閣期（1828年 – 1830年）にも1828年5月と1829年3月にカトリック解放に賛成票を投じた程度だったが、1830年2月4日の初演説で自身の支持するホイッグ党の政策が首相ウェリントン公爵に採用されたとして、公爵を賞賛した。1829年ごろよりトーリー党寄りになったとされ、1830年には選挙改革やユダヤ人解放に反対票を投じるようになった。
1830年イギリス総選挙ではトットネス選挙区で28票（得票数3位）しか得られなかったが、ウェリントン公爵内閣への支持によりソルタッシュ選挙区でウィリアム・ラッセルの支持を受けて当選した。第2代グレイ伯爵チャールズ・グレイ率いるホイッグ党内閣が提出した選挙改革法案（第1回選挙法改正における第一次改革法案）に対し1831年3月に反対演説をして、中流階級に選挙権を与えることに同意し、腐敗選挙区の存在を認めつつ、普通選挙を革命の前兆であるとして批判した。1831年4月、トーリー党のアイザック・ガスコインが提出した動議（この動議が可決されたことで第一次改革法案が失敗に終わった）に弟とともに賛成票を投じると、ついに父からの支持を失い、1831年イギリス総選挙ではソルタッシュから再選できなかった上、トットネス選挙区でも39票（得票数3位）で落選した。

### 第1回選挙法改正以降
落選した後はノーフォークに引っ越し、1832年イギリス総選挙で南シュロップシャー選挙区から出馬して、642票でトップ当選した。1835年、1837年、1841年の総選挙では無投票で再選した。南シュロップシャーは保守党の強い地域であり、ダーリントン伯爵（1827年に父がクリーヴランド侯爵に叙された後に使用した儀礼称号）も保守党候補として数えられる。1834年救貧法改正法をめぐる審議では不動産所有者に救貧税を支払わせた。

### 晩年
1841年に繰上勅書を求めて失敗したが、1842年1月29日に父が死去すると、クリーヴランド公爵位を継承した。同年4月11日、ガーター勲章を授与された。しかし、父が務めていたダラム統監については後任になれなかった。
1843年、自身の所有するレイビー城の改築に建築家ウィリアム・バーンを招聘した。
1846年から1849年までサーティーズ・ソサエティ会長を務めた。
軍歴では1838年6月28日に大佐への名誉進級辞令を受けた後、1851年11月11日に少将に、1857年9月8日に中将に、1863年10月23日に大将に昇進した。
1864年1月18日にレイビー城で死去、弟ウィリアム・ジョン・フレデリックが爵位を継承した。

## 家族
1809年11月18日、ソフィア・ポーレット（Sophia Powlett、1785年3月16日 – 1859年1月9日、第4代ポーレット伯爵ジョン・ポーレットの娘）と結婚したが、2人の間に子供はいなかった。